# Longmire (Washington)
Longmire es un área no incorporada ubicada en el condado de Pierce en el estado estadounidense de Washington.

## Geografía
Longmire se encuentra ubicado en las coordenadas 46°44′59″N 121°48′45″O / 46.74972, -121.81250.